# Vincenzo Amato (compositeur)
Pour les articles homonymes, voir Vincenzo Amato et Amato (homonymie).
Vincenzo Amato, né le 5 janvier 1629 à Ciminna et mort le 29 juillet 1670 à Palerme, est un compositeur italien.
Il est l'oncle d'Alessandro Scarlatti.

## Biographie
Vincenzo Amato est maître de chapelle de la cathédrale de Palerme, à partir de 1665.